# Горчаков, Пётр Андреевич
Пётр Андре́евич Горчако́в  (23 ноября 1917 Тамбовская губерния — 18 мая 2002, Москва) — советский военный политработник, Герой Советского Союза (17.10.1943). Генерал-полковник (1972).

## Биография
Родился 23 ноября 1917 года в селе Боринское (ныне — Липецкий район Липецкой области). Окончил Боринскую семилетнюю школу в 1933 году. С 1933 года работал плановиком в автопарке Боринской машинно-тракторной станции, с февраля 1936 — инспектор политпросвещения Боринского райотдела народного образования, с мая 1936 — заведующий отделом политучёбы и секретарь Боринского райкома комсомола. Окончил Воронежское отделение института заочного обучения партактива (1937).
В Красной Армии с октября 1938 года, доброволец. Находился на политработе в войсках: ответственный секретарь комсомольского бюро батальона войск ВНОС Забайкальского военного округа, с 1939 помощник по комсомольской работе начальника политотдела спецчастей Читинского гарнизона, с 1940 инструктор по комсомольской работе политотдела штаба Забайкальского военного округа.
Участвовал в Великой Отечественной войне с 29 июня 1941 года. Боевое крещение получил в боевых действиях восточнее Бреста. Окончил курсы усовершенствования политического состава РККА Орловского военного округа в 1942 году.
В 1941 году был секретарём партбюро 474-го стрелкового полка 6-й гвардейской стрелковой дивизии. В начале 1942 года — старший инструктор по пропаганде в политотделе стрелковой дивизии на Брянском фронте, в марте 1942 года был ранен под Болховом. После выздоровления — военный комиссар и заместитель командира по политической части 1033-го стрелкового полка 280-й стрелковой дивизии. В составе этого полка участвовал в битве на Курской дуге, за проявленную доблесть награждён командующим Центральным фронтом генерал-полковником К. К. Рокоссовским орденом Красного Знамени.
Особенно отличился в ходе битвы за Днепр. В сентябре Горчаков возглавил группу из сотни бойцов, прорвавшую немецкие позиции у берегов Днепра и тем обеспечившую плацдарм для основных сил. Отсюда развернулось наступление на Коростень и затем на Киев. 10 октября на реке Тетерев Горчаков был тяжело ранен — четвёртый раз с начала войны. За доблесть и героизм, проявленные в многочисленных боях, за форсирование рек Сейм, Десна, Днепр ему присвоено звание Героя Советского Союза.
После переподготовки в феврале 1944 года подполковник Горчаков получил назначение на должность начальника политотдела 276-й стрелковой дивизии на 4-м Украинском фронте. С ней он штурмовал казавшиеся неприступными Карпаты, участвовал в Моравско-Остравской и Пражской операциях. Закончил свой боевой путь 12 мая 1945 года в населенном пункте Круп, в 30 километрах от Праги.
Командовал ротой знаменосцев 4-го Украинского фронта на Параде Победы в Москве.
После войны продолжил службу в армии: начальник политотдела курсов усовершенствования офицерского состава пехоты Кубанского военного округа, затем был начальником политотдела дивизии, бригады и корпуса в Прибалтийском военном округе (Эстонская ССР). Окончил Военно-политическую академию имени В. И. Ленина в 1954 году. После её окончания — старший инспектор Главного политического управления СА и ВМФ. С 1959 года — член Военного совета — начальник политотдела 3-й армии в Группе советских войск в Германии, с 1962 года — первый заместитель начальника политуправления Московского военного округа. С мая 1965 года — член Военного совета — начальник политуправления Прибалтийского военного округа. С августа 1970 по декабрь 1985 года был членом Военного совета — начальником политуправления Ракетных войск стратегического назначения СССР.
С декабря 1985 года — военный консультант Группы генеральных инспекторов Министерства обороны СССР. С 1987 года — в отставке.
Кандидат в члены ЦК КПСС (1971—1986). Депутат Совета Национальностей Верховного Совета СССР 9-11 созывов от Коми АССР. Депутат Верховного Совета Латвийской ССР 7-го созыва (1967-1971).
Скончался 18 мая 2002 года. Похоронен на Кунцевском кладбище в Москве.

## Семья
Супруга — Зинаида Корнеевна. Дети: Александр Петрович, Андрей Петрович.

## Воинские звания
- Младший политрук (20.04.1941)
- Политрук
- Старший политрук (майор) (6.11.1942)
- Подполковник (9.09.1943)
- Полковник (9.06.1949)
- Генерал-майор (8.08.1955)
- Генерал-лейтенант (7.05.1966)
- Генерал-полковник (15.12.1972)

## Награды
- Герой Советского Союза (17.10.1943) № 2228
- Два ордена Ленина (17.10.1943, 21.02.1978)
- Орден Октябрьской Революции (21.02.1974)
- Два ордена Красного Знамени (9.07.1943; 16.02.1982)
- Три ордена Отечественной войны I степени (22.02.1945; 15.06.1945; 11.03.1985)
- Пять орденов Красной Звезды (20.02.1943; 30.11.1954; 22.11.1967; 22.02.1968; 20.11.1987)
- Орден «За службу Родине в Вооружённых Силах СССР» III степени (17.02.1976)
- Медаль «За боевые заслуги» (20.06.1949)
- Медаль «В ознаменование 100-летия со дня рождения Владимира Ильича Ленина»
- Медаль «За отличие в охране государственной границы СССР»
- Медаль «За победу над Германией в Великой Отечественной войне 1941—1945 гг.»
- Медаль «20 лет Победы в Великой Отечественной войне 1941—1945 гг.»
- Медаль «30 лет Победы в Великой Отечественной войне 1941—1945 гг.»
- Медаль «40 лет Победы в Великой Отечественной войне 1941—1945 гг.»
- Медаль «50 лет Победы в Великой Отечественной войне 1941—1945 гг.»
- Медаль «30 лет Советской Армии и Флота»
- Медаль «40 лет Вооружённых Сил СССР»
- Медаль «50 лет Вооружённых Сил СССР»
- Медаль «60 лет Вооружённых Сил СССР»
- Медаль «70 лет Вооружённых Сил СССР»
- Медаль «Ветеран Вооружённых Сил СССР»
- Медаль «За укрепление боевого содружества»
- Медаль «За освоение целинных земель»
- Медаль «За безупречную службу» I степени
- Медаль Жукова
- Медаль «300 лет Российскому флоту»
- Медаль «В память 850-летия Москвы»

Других государств:
- Орден «9 сентября 1944 года» I степени с мечами (БНР)
- Командорский крест ордена Возрождения Польши (ПНР)
- Орден Красного Знамени (МНР)
- Медаль «50 лет Монгольской Народной Революции» (МНР)
- Медаль «50 лет Монгольской Народной Армии» (МНР)
- Медаль «60 лет Монгольской Народной Армии» (МНР)
- Медаль «100 лет Освобождения Болгарии от османского рабства» (БНР)

## Сочинения
- Время тревог и побед. — М., 1977;
- Мгновения бессмертия. — М., 1980;[5]
- Время тревог и побед. — М., 1981;
- Люди. Ракеты. Боеготовность. — М., 1985.

## Память
- Его имя носит гимназия в селе Боринское Липецкого района Липецкой области. В ней действует Зал Боевой Славы имени П. А. Горчакова.
- На здании начальной школы Боринской гимназии установлена мемориальная доска в его честь.
- Мемориальная доска установлена в Москве на доме, в котором он жил (Большой Афанасьевский переулок, 25).
- Его именем названа улица в селе Ямное Рамонском районе.